# UNGG-reactor

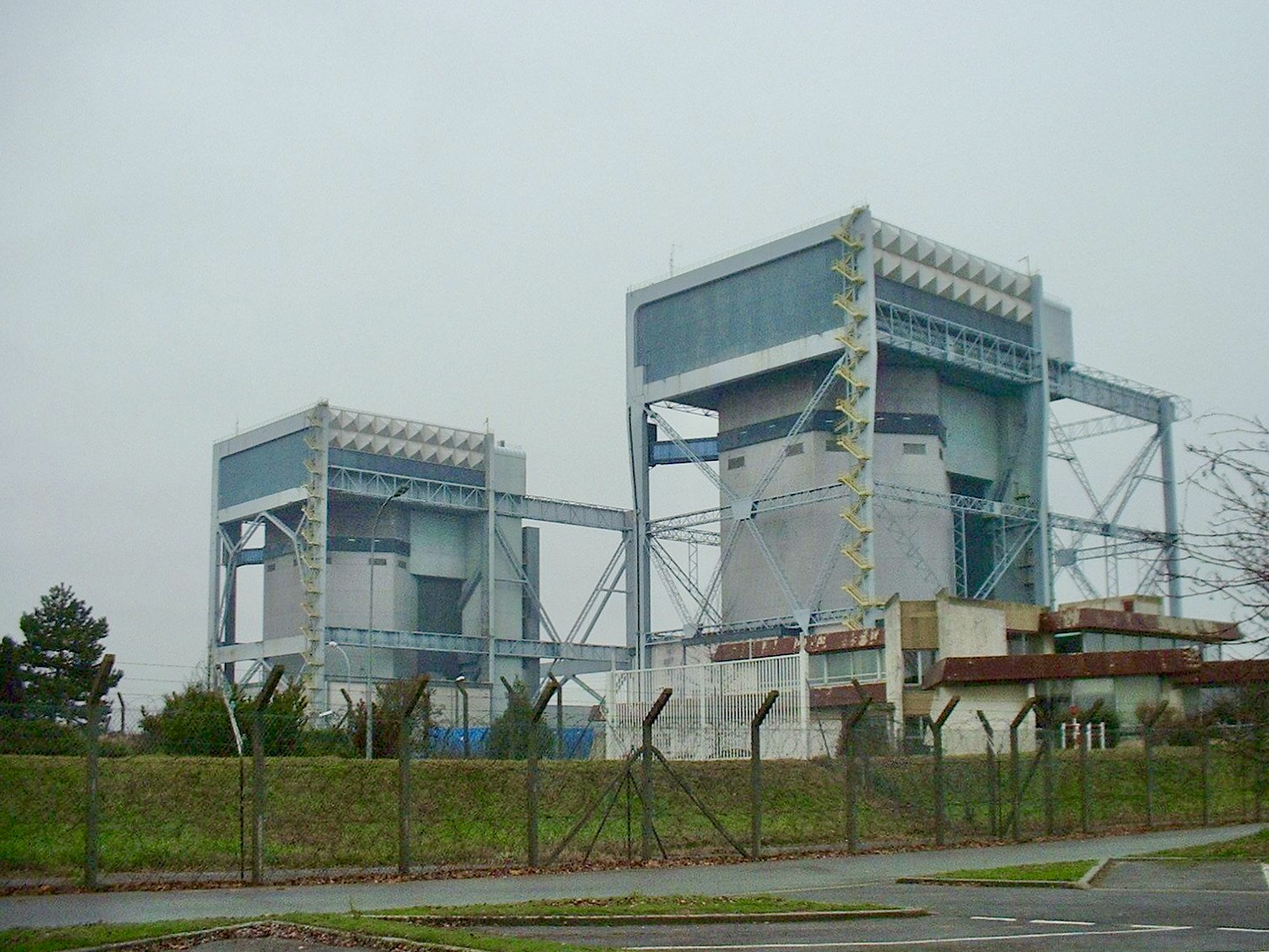
Reactoren A1 en A2 van de kerncentrale Saint-Laurent.

De UNGG-reactor is een inmiddels verouderd type kernreactor. Dit type, dat is ontworpen in Frankrijk in de jaren 1950, is gasgekoeld (CO2) en grafietgemodereerd, en gebruikt natuurlijk (niet-verrijkt) uranium als brandstof. De afkorting staat voor het Franse uranium naturel graphite gaz. De UNGG-reactor werd onafhankelijk ontwikkeld van de Britse Magnox-reactor, maar vertoont er sterke overeenkomsten mee.
De eerste UNGG-reactor die in gebruik werd genomen, was reactor G1 in Marcoule (in 1956, proefreactor van 2 megawatt); de eerste commerciële productie kwam van de G2-reactor (1959, 39 MW netto elektrisch vermogen). Nog zeven Franse reactoren werden gebouwd, en één Spaanse, de enige van dit type buiten Frankrijk. Tegen 1994 waren alle UNGG-reactoren buiten gebruik genomen.
Een van de belangrijkste problemen met dit type reactor was de beperkte speelruimte tussen normaal bedrijf en problematische situaties. Zo was de normale bedrijfstemperatuur 515 °C terwijl het smeltpunt van de gebruikte bekleding van de brandstofstaven (een magnesium-zirkoniumlegering) op 660 °C lag. Dit heeft bijgedragen aan de vier ongelukken die met dit type reactor hebben plaatsgevonden en waarbij delen van de brandstofelementen zijn gesmolten (kernsmelting). Daarnaast was het gebruikte koelmiddel, CO2-gas, bij de gebruikte hoge temperaturen zowel voor staal als voor het grafiet corrosief. Ten slotte waren de reactoren relatief arbeidsintensief: het vermogen was gering vergeleken bij latere watergekoelde reactoren terwijl men wel evenveel personeel nodig had.

## Noot
1. ↑  D. Bastien, Twenty-nine years of French experience in operating gas-cooled reactors, IWGGCR--19, p. 113-119, 21-23 Sep 1988. slechtere kopie